# Willem Ernst Lüdeking
Willem Ernst Lüdeking (Amsterdam, 17 juli 1802 - Brielle, 3 maart 1882) was een Nederlands genees-, heel- en vroedmeester. Na werkzaam te zijn geweest in Hilversum, Middelie en Nieuwe-Tonge vestigde hij zich uiteindelijk in Brielle.

## Familie
Lüdeking trouwde op 8 juli 1823 te Edam met Johanna van den Burgh (Amsterdam, 1 november 1799). De familie woonde eerst (1824) in Middelie en Axwijk en later op het eiland Goeree-Overflakkee. Vervolgens verbleef het gezin (1830-1831) in Hilversum om zich ten slotte in mei 1834 definitief te vestigen in Brielle. Lüdeking en zijn vrouw kregen in totaal 12 kinderen, acht zonen en vier dochters; op drie zonen na overleden alle kinderen kort na de geboorte. Zijn eerste zoon Govert Hendrik Everhardus Lüdeking (Middelie, 4 april 1824 - Veenendaal, 10 maart 1870) wordt net als zijn vader dokter heel- en vroedkunde en is op 31 oktober 1848 gepromoveerd aan de Leidse Hoogeschool na de verdediging van zijn dissertatie: de Petro Foresto Alcmariensi, uitgever C.G. de Graaff, 1848 p.64. In 1854 wordt hij aangesteld als arts in Veenendaal waar hij op jonge leeftijd, 45 jaar, overlijdt. Zijn derde zoon was de latere dirigerende officier der gezondheid eerste klasse Everhardus Wijnandus Adrianus Lüdeking.

## Loopbaan

### Jeugd
Na het overlijden van zijn vader, Ernst Hendrik Lüdeking (1808) en zijn moeder, Haassie Elisabeth Bloemhoff (1815), werd Lüdeking (op dat moment 12 jaar) opgenomen in het burgerweeshuis, waarschijnlijk samen met zijn één jaar oudere broer Jan Hendrik (1801-1829). De vader van Lüdeking was van beroep kuiper en werd na zijn huwelijk poorter van de stad Amsterdam. De vader van zijn echtgenote, (Harmanus Bloemhoff), was van beroep comptoirbediende (toonbank- of baliemedewerker) en eveneens poorter van de stad Amsterdam. Doordat de vader van Lüdeking poorter was geweest, kregen zijn kinderen het recht om opgenomen te worden in het burgerweeshuis. In het Burgerweeshuis konden dus alleen wezen terecht van wie de ouders poorters waren geweest van de stad. Jan van Speijk (1802 – 1831) was in het weeshuis het slapie van Lüdeking. De "wees-heeren" bestemden Lüdeking voor het heelkundige vak. De opleiding tot geneesheer bestond in die tijd uit het zelf lessen volgen bij goede leermeesters; wanneer men voldoende kennis bezat, deed men examen bij een provinciale commissie. Amsterdam had in deze tijd nog geen universiteit: pas in 1877 werd het Atheneum omgevormd tot een gemeentelijke universiteit. In 1818, op 16-jarige leeftijd, werd Lüdeking als assistent-leerling geplaatst bij de toen beroemde heel- en verloskundige Anthonie van der Hout.

### Loopbaan
Lüdeking ontving van dr. Pieter Klazes Pel, assistent bij Van der Hout,  gedurende zijn verblijf 4 tot 5 keer in de week les in het Latijn en de ontleed- en heelkunde, kreeg vervolgens van Van der Hout les en  nam diens colleges waar. Later hield Lüdeking zich naast zijn praktijk bezig met wetenschappelijke studie.
Lüdeking was erelid van het Amsterdamse genootschap tot bevordering van  natuur-, genees- en heelkunde en werd op 1 september 1847 met een zilveren medaille bekroond voor zijn geschiedkundige werk Een bijdrage tot de geschiedenis der geneeskunde in Nederland van de vroegste tijden tot de stichting van de Leidse Hogeschool. Lüdeking overleed in maart 1882 op 79-jarige leeftijd in tamelijk bekrompen omstandigheden.